# Aristomenis Tsirbas

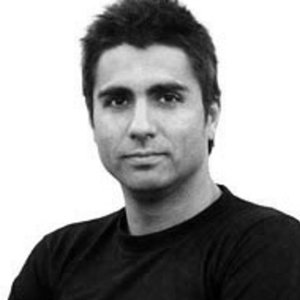
Aristomenis Tsirbas

Aristomenis Tsirbas (* 3. Juli 1967 in Montreal) ist ein kanadischer Digital-Animator und Filmregisseur.
Aristomenis Tsirbas absolvierte ein Filmstudium an der Concordia University. 1996 zog er nach Los Angeles und wirkte als Film-Postproduktion als Digital Artist mit, darunter bei Werken wie Titanic, Dogma, Der Onkel vom Mars oder Hellboy.
Seit 2000 erstellte er Animations-Kurzfilme, bei denen er als Regisseur und Drehbuchautor fungiert. Mit Terra veröffentlichte er 2007 einen Animationsfilm in Spielfilmlänge.

## Filmografie (Auswahl)
- 2001: The Freak (Kurzfilm)
- 2003: Terra (Kurzfilm)
- 2007: Terra
- 2012: Exoids (Kurzfilm)